# Natuurlijke transformatie
In de categorietheorie, een abstract deelgebied van de wiskunde, biedt een natuurlijke transformatie een manier om de ene functor in een andere functor te transformeren, dit met inachtneming van de interne structuur (dat wil zeggen de samenstelling van morfismen) van de betrokken categorieën. Om deze reden kan een natuurlijke transformatie worden beschouwd als een "morfisme van functoren". Inderdaad kan deze intuïtie worden geformaliseerd in de definitie van de zogenaamde functorcategorieën. Natuurlijke transformaties zijn, na categorieën en functoren, een van de meest elementaire begrippen uit de categorietheorie en komen daarom ook in het merendeel van de toepassingen van categorietheorie voor.

## Definitie
Als F en G functoren tussen de categorieën C en D zijn, dan verbindt een natuurlijke transformatie η van F naar G aan elk object X in C een morfisme ηX : F(X) → G(X) in D, dat een component van η naar X wordt genoemd, zodanig dat we voor elk morfisme f : X → Y in C
{\displaystyle \eta _{Y}\circ F(f)=G(f)\circ \eta _{X}}
hebben.
Deze vergelijking kan gemakkelijk met behulp van een commutatief diagram worden uitgedrukt. 